# 1978 Голяма награда на Канада
1978 Голяма награда на Канада е 11-о за Голямата награда на Канада и шестнадесети последен кръг от сезон 1978 във Формула 1, провежда се на 8 октомври 1978 година на пистата Монреал, Монреал в Канада.

## Репортаж
За първи път Голямата награда на Канада домакинства на трасето Ил Нотр-Дам в Монреал, след като в предишните издания ГП на Канада се е провело в Моспорт и Монт Треблан.
Единствените промени в стартовия лист са, че Нелсън Пикет се включва като трети пилот на Брабам, след неуспешните си стинтове в Инсайн и БС Фабрикейсънс, заедно с Ники Лауда и Джон Уотсън (за когото това е последно състезание като пилот на Брабам) и Рикардо Патрезе, който се завръща в отбора на Ероуз, след като пропусна предишното състезание поради наказание.
Лошото време и дъжда в петък сутринта принуди организаторите да отложат началото на квалификациите с 20 минути. Жан-Пиер Жарие с Лотус взе пола с време 1:38.015. До него стартира Джоди Шектър с Волф, следван от местния герой Жил Вилньов и Уотсън с Брабам. Топ 10 допълват Алан Джоунс с Уилямс, Емерсон Фитипалди, Лауда, Ханс-Йоахим Щук, Марио Андрети и Жак Лафит. Карлос Ройтеман, победителя от Уоткинс Глен стартира на разочороващото 11-о място.
Жарие запази лидерството си, но Джоунс направи добър старт, което го отведе до 2-ра позиция. Андрети също мина с две позиции, изпреварвайки Лауда и Щук. Фитипалди е първият отпаднал след като запрати своя болид в калта. На следващата обиколка Щук също запрати своя Шадоу на същото място. Брабам имаха ужасен ден, след като Лауда имаше повреда по спирачките, а след това Уотсън се прибра в бокса със счупено окачване. Следващият отпаднал е Боби Рехал, карайки старият болид на Волф WR1, с проблем по горивната система в 17-а обиколка.
Жарие вече имаше 20 секунди преднина пред Уилямс-а на Джоунс, който водеше битка за второто място с Шектър и Вилньов. В 18-а обиколка южно-африканеца намери пролука и успя да мине пред Джоунс, след което Вилньов също мина пред Уилямс-а обиколка по-късно. В същото време Патрик Депайе (стартирайки 13-и) загуби много позиции след като е 5-и, поради механически проблеми. Това прати с позиция напред Ройтеман и Дерек Дейли с Инсайн в зоната на точките. Малко по-късно ирландеца е изпреварен от Ероуз-а на Рикардо Патрезе.
В 25-а обиколка Вилньов излезе пред Шектър, който от следващата година ще е съотборник на канадеца, за втора позиция. Две обиколки по-късно Ройтеман изпревари бавно-каращия Уилямс на Алан Джоунс за четвърто място. Дейли отново се върна в Топ 6, след проблемите на Джоунс, но ирландеца е атакуван от втория Тирел, каран от Дидие Пирони. Депайе изпревари и двамата след като проблемите на неговия Тирел бяха отшумяли. В същото време Жан-Пиер Жарие е изпреварен от затворения с обиколка Жак Лафит, преди Лотус-а да напусне състезанието три обиколки по-късно с теч в маслото. Това прати Жил Вилньов на първа позиция пред Шектър, Ройтеман, Патрезе, Депайе и Дейли. Джеймс Хънт, който вървеше зад съотборника си от Макларън Патрик Тамбей, завърши последното си състезание за британския отбор в калта след завъртане. Лафит също отпадна с проблем в трансмисията.
Не настъпиха никакви промени в класирането, и Жил Вилньов постигна първата си победа и то на родна земя. Джоди Шектър завърши втори с Волф, следван от Карлос Ройтеман, на около 13 и 19 секунди зад канадеца. Патрезе завърши 4-ти, пред Депайе и Дейли, който постига първите си точки за Инсайн и за себе си.

## Класиране
| Поз  | No | Пилот              | Конструктор       | Обиколки | Време/Отпадане  | Място | Точки |
| ---- | -- | ------------------ | ----------------- | -------- | --------------- | ----- | ----- |
| 1    | 12 | Жил Вилньов        | Ферари            | 70       | 1:57:49.196     | 3     | 9     |
| 2    | 20 | Джоди Шектър       | Волф-Форд         | 70       | +13.372         | 2     | 6     |
| 3    | 11 | Карлос Ройтеман    | Ферари            | 70       | +19.408         | 11    | 4     |
| 4    | 35 | Рикардо Патрезе    | Ероуз-Форд        | 70       | +24.667         | 12    | 3     |
| 5    | 4  | Патрик Депайе      | Тирел-Форд        | 70       | +28.558         | 13    | 2     |
| 6    | 22 | Дерек Дейли        | Инсайн-Форд       | 70       | +54.476         | 15    | 1     |
| 7    | 3  | Дидие Пирони       | Тирел-Форд        | 70       | +1:21.250       | 18    |       |
| 8    | 8  | Патрик Тамбе       | Макларън-Форд     | 70       | +1:26.560       | 17    |       |
| 9    | 27 | Алън Джоунс        | Уилямс-Форд       | 70       | +1:28.942       | 5     |       |
| 10   | 5  | Марио Андрети      | Лотус-Форд        | 69       | +1 Об.          | 9     |       |
| 11   | 66 | Нелсон Пикет       | Брабам-Алфа Ромео | 69       | +1 Об.          | 14    |       |
| 12   | 15 | Жан-Пиер Жабуй     | Рено              | 65       | +5 Об.          | 22    |       |
| НКл  | 10 | Кеке Розберг       | АТС-Форд          | 58       | +12 Об.         | 21    |       |
| Отп  | 26 | Жак Лафит          | Лижие-Матра       | 52       | Трансмисия      | 10    |       |
| Отп  | 7  | Джеймс Хънт        | Макларън-Форд     | 51       | Завъртане       | 19    |       |
| Отп  | 55 | Жан-Пиер Жарие     | Лотус-Форд        | 49       | Теч-масло       | 1     |       |
| Отп  | 18 | Рене Арну          | Съртис-Форд       | 37       | Двигател        | 16    |       |
| Отп  | 21 | Боби Рехал         | Волф-Форд         | 16       | Горивна система | 20    |       |
| Отп  | 2  | Джон Уотсън        | Брабам-Алфа Ромео | 8        | Инцидент        | 4     |       |
| Отп  | 1  | Ники Лауда         | Брабам-Алфа Ромео | 5        | Спирачки        | 7     |       |
| Отп  | 16 | Ханс-Йоахим Щук    | Шадоу-Форд        | 1        | Инцидент        | 8     |       |
| Отп  | 14 | Емерсон Фитипалди  | Фитипалди-Форд    | 0        | Инцидент        | 6     |       |
| НКв  | 17 | Клей Регацони      | Шадоу-Форд        |          |                 |       |       |
| НКв  | 19 | Бепе Габиани       | Съртис-Форд       |          |                 |       |       |
| НКв  | 37 | Артуро Мерцарио    | Мерцарио-Форд     |          |                 |       |       |
| НКв  | 25 | Ектор Ребаке       | Лотус-Форд        |          |                 |       |       |
| DNPQ | 36 | Ролф Щомелен       | Ероуз-Форд        |          |                 |       |       |
| DNPQ | 9  | Михаел Блеекемолен | АТС-Форд          |          |                 |       |       |

## Класиране след състезанието
| Поз | Пилот           | Точки |
| --- | --------------- | ----- |
| 1   | Марио Андрети   | 64    |
| 2   | Рони Петерсон   | 51    |
| 3   | Карлос Ройтеман | 48    |
| 4   | Ники Лауда      | 44    |
| 5   | Патрик Депайе   | 34    |

| Поз | Конструктор       | Точки |
| --- | ----------------- | ----- |
| 1   | Лотус-Форд        | 86    |
| 2   | Ферари            | 58    |
| 3   | Брабам-Алфа Ромео | 53    |
| 4   | Тирел-Форд        | 38    |
| 5   | Волф-Форд         | 24    |